# Carmen No Cassino Da Urca
Carmen No Cassino Da Urca é um álbum da cantora Carmen Miranda de 2007 lançado como parte de uma coletânea pela EMI Music. Não há registros ao vivo em Carmen no Cassino da Urca, o disco faz referência a músicas que ela certamente cantava nas apresentações.  O álbum faz parte da coleção "Ruy Castro Apresenta..." com quatro CDs com 64 faixas gravadas por Carmen de 1935 a 1940, na Odeon Records.

## Descrição
Carmen Miranda cantou em todos os cassinos importantes do país, mas só Joaquim Rolla, do Cassino da Urca, teve a ideia de oferecer-lhe um longo contrato - e, a partir de 1937, Carmen e a Urca tornaram-se quase sinônimos. Este CD contém gravações de estúdio do repertório com que Carmem habituou-se a incendiar a Urca entre 1937 e 1940

## Faixas
1. Quem É? (Custódio Mesquita/Joracy Camargo) Participação: Barbosa Júnior
2. Baiana Do Tabuleiro	(André Filho)
3. Endereço Errado	(Paulo Carvalho)
4. Nas Cadeiras da Baiana	(Portello Juno/Léo Cardoso) Participação: Nuno Roland
5. Na Bahia	(Herivelto Martins/Humberto Porto) Participação: Dalva de Oliveira
6. Meu Rádio e Meu Mulato	(Herivelto Martins)
7. Paris	(Alberto Ribeiro/Alcyr Pires Vermelho)
8. O Que É Que A Baiana Tem	(Dorival Caymmi) Participação: Dorival Caymmi
9. A Preta do Acarajé	(Dorival Caymmi) Participação: Dorival Caymmi
10. Voltei Pro Morro	(Vicente Paiva/Luis Peixoto)
11. Diz Que Tem	(Haníbal Cruz/Vicente Paiva)
12. Disseram Que Voltei Americanizada	(Vicente Paiva/Luis Peixoto)
13. O Dengo Que A Nega Tem	(Dorival Caymmi)
14. Bruxinha De Pano	(Vicente Paiva/Luis Peixoto) Participação: Almirante
15. É Um Quê Que A Gente Tem	(Ataulfo Alves/Torres Homem)
16. Recenseamento	(Assis Valente)